# Moustapha Zibri
Mustafa Zibri (arabe : مصطفى الزبري), également connu sous son nom de guerre Abou Ali Mustafa (arabe : ابو علي مصطفى) (né en 1938 - mort le 27 août 2001), est un homme politique palestinien, et secrétaire général du Front populaire de libération de la Palestine (FPLP). L'armée israélienne l'assassine en août 2001.

## Biographie
Ce fils de fermier est né en 1938 à Arraba, une petite ville proche de Jénine au nord de la Cisjordanie. Il rejoint en 1955 le Mouvement nationaliste arabe (MNA) et devient membre de l'Association nationale arabe en Jordanie. À la suite de l'interdiction de tous les partis politiques en 1957, il se fait arrêter et condamner par un tribunal militaire à cinq ans de prison. Après sa libération en 1961, il prend la charge de l'aile militaire du MNA dans le nord de la Cisjordanie.
Après l'occupation israélienne de la Cisjordanie en 1967, il est contraint de quitter la Palestine qu'il ne reverra plus pendant 32 ans, pour partir à Damas puis en Jordanie. Abou Ali rejoint le docteur Georges Habache et d'autres membres de l'aile gauche du MNA et fondent le Front populaire de libération de la Palestine en 1967. Il prend le commandement des forces militaires du FPLP.
En 1972, il est élu secrétaire général adjoint du FPLP et devient membre de 1987 à 1991 du comité exécutif de l'OLP.
En septembre 1999, après 32 ans d'exil, il retourne en Cisjordanie, après un accord passé entre Yasser Arafat et Ehud Barak. En juillet 2000, il devient le nouveau secrétaire général du FPLP, en remplaçant Habache à son poste.
Il trouve la mort le 27 août 2001, lors du tir de deux roquettes contre son bureau de Ramallah par un hélicoptère de l'armée israélienne,. C'est l'un des plus anciens leaders palestiniens tué par Israël.
Après l'annonce de son assassinat, la branche armée du FPLP prend le nom du leader assassiné, les Brigades d'Abou Ali Mustafa. Ahmed Saadat prend sa succession à la tête du mouvement. Plus de 50 000 palestiniens manifesteront leur mécontentement après son assassinat.
En représailles à l'assassinat, le FPLP assassine le ministre du tourisme d'extrême-droite israélien, Rehavam Zeevi.
Mustafa Zibri était marié et avait cinq enfants, trois filles et deux fils.